# Meilitz (Berga-Wünschendorf)
Meilitz ist ein Ortsteil der Stadt Berga-Wünschendorf im Landkreis Greiz in Thüringen.

## Geografie
Das Dorf Meilitz liegt nördlich von Wünschendorf/Elster rechts vom Fluss Weiße Elster im Elstertal. Jenseits des Flusses befindet sich das Dorf Wolfsgefärth. Die Landesstraße 1082, auch Geraer Straße genannt, führt östlich am Ort vorbei und mündet auf die Landesstraße 2322. Somit haben die Bewohner Zugang in das Umfeld.

## Geschichte
Meilitz wurde am 30. Oktober 1279 in einer Urkunde erstmals erwähnt. Das Dorf wurde erst Milici genannt. Mil bedeutet auf Sorbisch lieb und teuer. Der Fischreichtum der Elster soll Grund der Ansiedlung gewesen sein. 1294 wurde der Standort Gutsweiler, der zum Cronschwitzer Klosterhof gehörte. 1830 wurde das Gut Rittergut. 1908 erhielt der Ort eine Haltestelle an der Bahnstrecke Weischlitz–Greiz–Gera. Erwähnenswert sind die häufigen Überschwemmungen des nahegelegenen Flusses.
Am 1. Juli 1950 wurde Meilitz ein Ortsteil von Wünschendorf. Am 1. Januar 2024 kam der Ort zur Stadt Berga-Wünschendorf.
Prägend für den kleinen Ort war der landwirtschaftliche Großbetrieb, einst Rittergut, dann Kammergut, später Volksgut mit Lehrausbildung. Aufgabe des rund 500 ha großen Gutes war es, die Stadt Gera mit Obst- und Gemüseprodukten mit zu versorgen. Nachfolger wurde nach der Wende die von einem Unternehmer aus Vorra in Mittelfranken gegründete MEIGO – GmbH Gemüse- und Obstverarbeitungsgesellschaft, die allerdings 2008 insolvent ging. Die Rechte an der Marke Hofgut Meilitz wurden danach an ein in Lübben ansässiges Unternehmen der gleichen Branche verkauft.
Das Herrenhaus Meilitz war ein großer, das Landschaftsbild prägender Barockbau von 1715 mit Doppelmansarddach und mehreren Stuckdecken. Es stand seit 1990 leer und wurde im Jahre 2013 gegen den Widerstand des Landesamtes für Denkmalpflege abgerissen.